# Кола (Катанцаро)
Кола је насеље у Италији у округу Катанцаро, региону Калабрија.
Према процени из 2011. у насељу је живело 275 становника. Насеље се налази на надморској висини од 806 м.